# Jevgenij Makarenko
Jevgenij Mikhajlovitj Makarenko (russisk: Евге́ний Миха́йлович Мака́ренко, født 10. oktober i 1975) er en bokser fra Rusland, der er bedst kendt for at vinde to verdensmesterskabstitler i 2001 og 2003 i letsværvægt og var en del af det russiske hold i Boxing World Cup i 2005.
Han deltog også i boksning under Sommer-OL 2004, men blev udryddet i kvartfinalen af letsværvægtdivisionen (81 kg) af USA's endelige vinder Andre Ward.